# Plešivec (hradiště)
Plešivec je pravěké hradiště na stejnojmenném vrchu u Rejkovic v okrese Příbram. Existovalo během mladší a pozdní doby bronzové a patřilo k důležitým centrům zpracování bronzu. Četné nálezy bronzových depotů a dalších artefaktů vedou k domněnce, že se na Plešivci nacházelo významné posvátné místo. Areál hradiště je chráněn jako kulturní památka ČR.

## Historie
Prostor hradiště byl lidmi navštěvován od neolitu, což dokládají nálezy kamenných nástrojů. Řada kamenných sekerek pochází také z pozdní doby kamenné, kdy zde mohlo existovat výšinné sídliště.
V mladší době bronzové se na vrchu nacházely slévárny bronzu, ve kterých se pravděpodobně zpracovávala alpská měď a cín z Krušných hor. Zpracování kovu dokládá nález slévárenských pecí, u kterých byl mimo jiné nalezen slitek bronzoviny o váze sedmnáct kilogramů se stopami částečně roztavených nástrojů. Ve stejné době zde nejspíše bydlela malá skupina slévačů doložená keramikou knovízské kultury. Předpokládá se, že na místě žili jen odborníci na zpracování kovů a obyvatelé okolní krajiny měli vstup zakázán. V pozdní době bronzové byla vrcholová část kopce opevněna dvěma pásy hradeb a podle velkého množství štítarské keramiky zde vzniklo běžně osídlené hradiště. Opevnění však není přímo datovatelné, a mohlo vzniknout již v mladší době bronzové.
Osídlení lokality v dalších obdobích je nejisté, ale podle některých nálezů bylo místo nějakým způsobem využíváno v pozdní době halštatské a časně laténské. Ze středověku pochází pouze nález tří naušnic z mladší doby hradištní (desáté až jedenácté století) a poklad stříbrných denárů z období vlády Spytihněva II. a Vratislava II.

### Posvátný okrsek
Plešivec je spojován s četnými nálezy bronzových depotů, kterých bylo od devatenáctého století v prostoru vrchu a jeho blízkém okolí nalezeno nejméně patnáct, ale velká část se jich v průběhu času ztratila. K nejznámějším nálezům patří tzv. jinecké bronzy nalezené roku 1825 nebo 1826 při stavbě silnice z Jinců do Hostomic pod jižním svahem Plešivce. Hrabě Eugen z Vrbna poté depot tvořený 32 ozdobami a zbraněmi věnoval Národnímu muzeu. Přímo v lokalitě Stará vrata, kde se nachází vstup do hradiště, byl v roce 1872 nalezen bronzový kotlík se šperky, nástroji a zbraněmi. K podobnému nálezu došlo v roce 1925 v jižní části vnějšího hradiště a nejmladší nálezy z mladší doby bronzové a z doby laténské pochází z roku 1999.
Velké množství nalezených broušených kamenných sekerek z období neolitu a eneolitu bez dokladů osídlení a hromadné nálezy bronzových předmětů vedou k domněnce, že Plešivec představoval významné posvátné místo.

## Stavební podoba

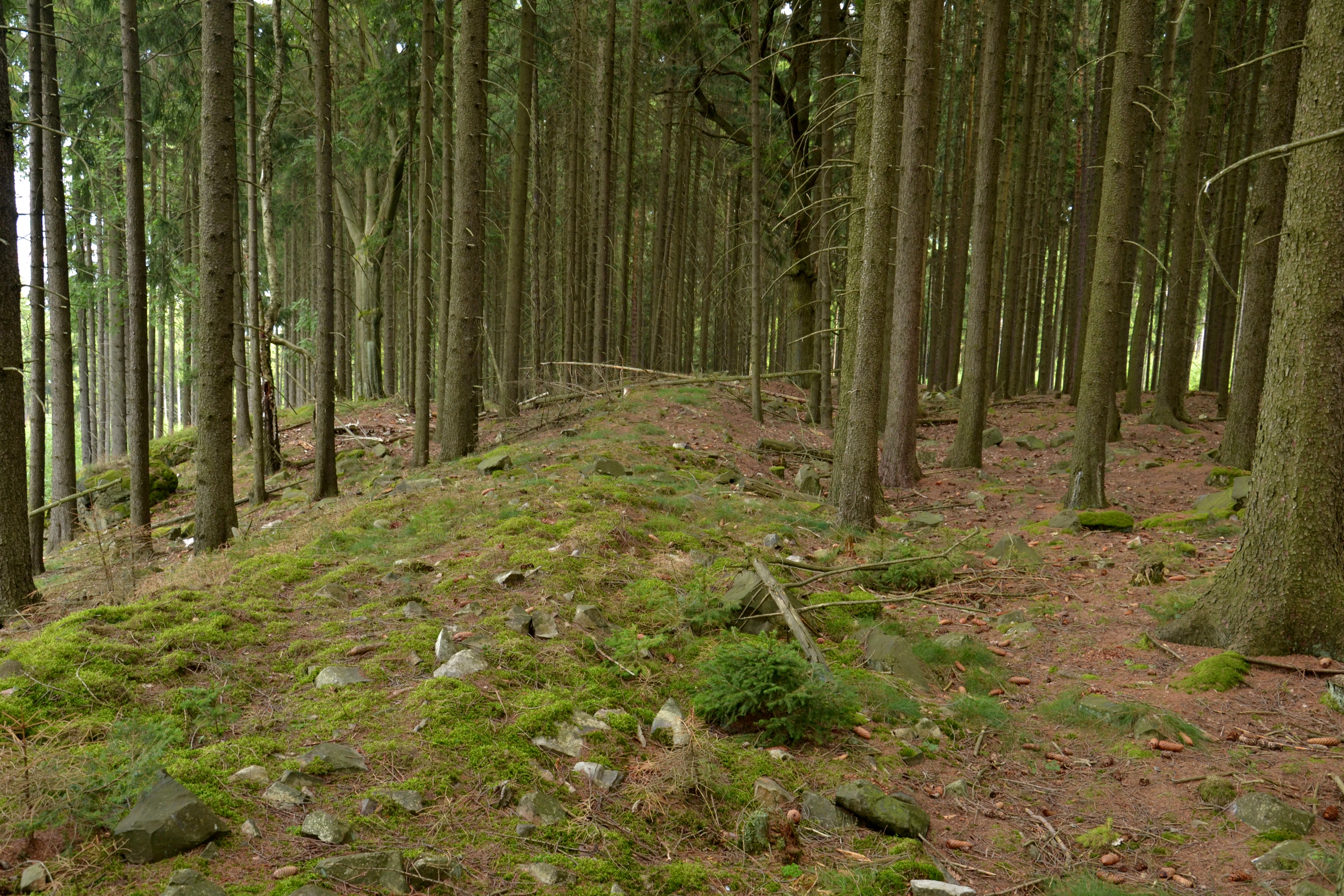
Dochovaná podoba jednoho z valů

Plešivec je převýšen asi o 300 metrů nad údolí Litavky a odlesněný vrchol poskytoval výhled do všech směrů. Hradiště se skládá z vnější části o rozloze 39,4 hektaru, přičemž přibližně další čtyř hektary byly zničeny lomem, a vnitřní části s rozlohou 16,5 hektaru. Obě části jsou vymezeny kamennými valy bez příkopů, které v dochované podobě dosahují šířky až deset metrů a výšky až dva metry. Vnější a vnitřní val se v jihozápadní a severní části vnitřního hradiště stýkají. Existence vnějšího valu na západní straně je nejistá, protože tato část hradiště byla zničena těžbou kamene.
Vnější val je dlouhý 2400 metrů a na několika místech je nahrazen přírodními překážkami v podobě skalních útvarů. V jižní části hradiště se pod Krkavčí skálou nachází ulicová brána zvaná Stará vrata. Archeologický výzkum v prostoru brány neodhalil žádnou vnitřní strukturu valu. Naproti tomu v severovýchodní části hradiště byla hradba široká tři metry. Tvořila ji vnější palisáda, o kterou se opírala čelní kamenná plenta. Hradba byla proložena dřevěnými rošty, které propojovaly vnější palisádu s opěrnou konstrukcí vnitřní stěny. Výška hradby se odhaduje na 2,5 metru. Požár doložený zabarvením kamenů vedl k rozvalení hradby, která poté nebyla obnovena.
Vnitřní val měří 1530 metrů. Také při jeho stavbě byly využity přirozené skalní útvary. Průchod valem umožňovala nálevkovitá brána v jižní části akropole.

## Přístup
Na vrchol Plešivce vede zeleně značená turistická trasa z Rejkovic a červeně značená trasa z Lochovic, která pokračuje dále do Dominikálních Pasek a po Hřebenech k Mníšku pod Brdy. Další turistické trasy vedou po východním úpatí a úbočí kopce.